# Arachnura perfissa
Arachnura perfissa är en spindelart som först beskrevs av Tamerlan Thorell 1895. Arachnura perfissa ingår i släktet Arachnura och familjen hjulspindlar.
Artens utbredningsområde är Myanmar. Inga underarter finns listade i Catalogue of Life.